# 江持橋
江持橋（えもちはし）は、福島県須賀川市の阿武隈川に架かる福島県道54号須賀川三春線道路橋である。

## 概要
- 全長：165.5m
  - 主径間：69.0m
- 幅員：6.5（15.0）m
- 形式：3径間PC続箱桁橋
- 竣工：2002年度

須賀川市古舘・古川から江持字下川端に架かる橋梁であり、一級水系阿武隈川を渡る。橋は車道2車線に両側幅員3.5 mの歩道が設置されている。東詰にある丁字路で当県道路線が北へ分岐し、福島県道293号江持谷田川停車場線が起点として東へ直進する。

## 沿革
- 江戸時代より岩城街道の渡船場として江持の渡しが置かれる。
- 1908年2月 - 全長107 m、幅員5.4 mの木橋が架けられる[1]。
- 1935年 - コンクリートゲルバー桁橋として架け替えられる[2]。
- 1973年 - 歩行者安全性向上のため歩道橋が架けられる。
- 1999年度 - 旧橋梁の老朽化の進行と狭隘区間の解消の為緊急地方道整備事業として現在の橋梁への架け替えが事業化される。
- 2003年4月30日 - 現在の橋梁を含む全長680 mの江持橋工区区間が開通する[3]。橋梁の総工費は11億8千万円[4]。

## 周辺
- イオンタウン須賀川
- サンデー須賀川店
- 須賀川市立阿武隈小学校
- 浜尾遊水地

## 隣の橋
（上流側）雲水峰大橋 - 江持橋 - 下江持橋（下流側）